# Чуйская область
Чу́йская о́бласть (кирг. Чүй облусу) — административная единица на севере Кыргызстана. Образована как Фрунзенская область 21 ноября 1939 года Указом Президиума Верховного Совета СССР, упразднена в 1959 году и восстановлена из районов республиканского подчинения в 1990 году под современным названием.
Граничит на севере и западе с Республикой Казахстан, на юго-западе — с Таласской, Джалал-Абадской, на юге — с Нарынской, на юго-востоке — с Иссык-Кульской областями Кыргызстана.

## География

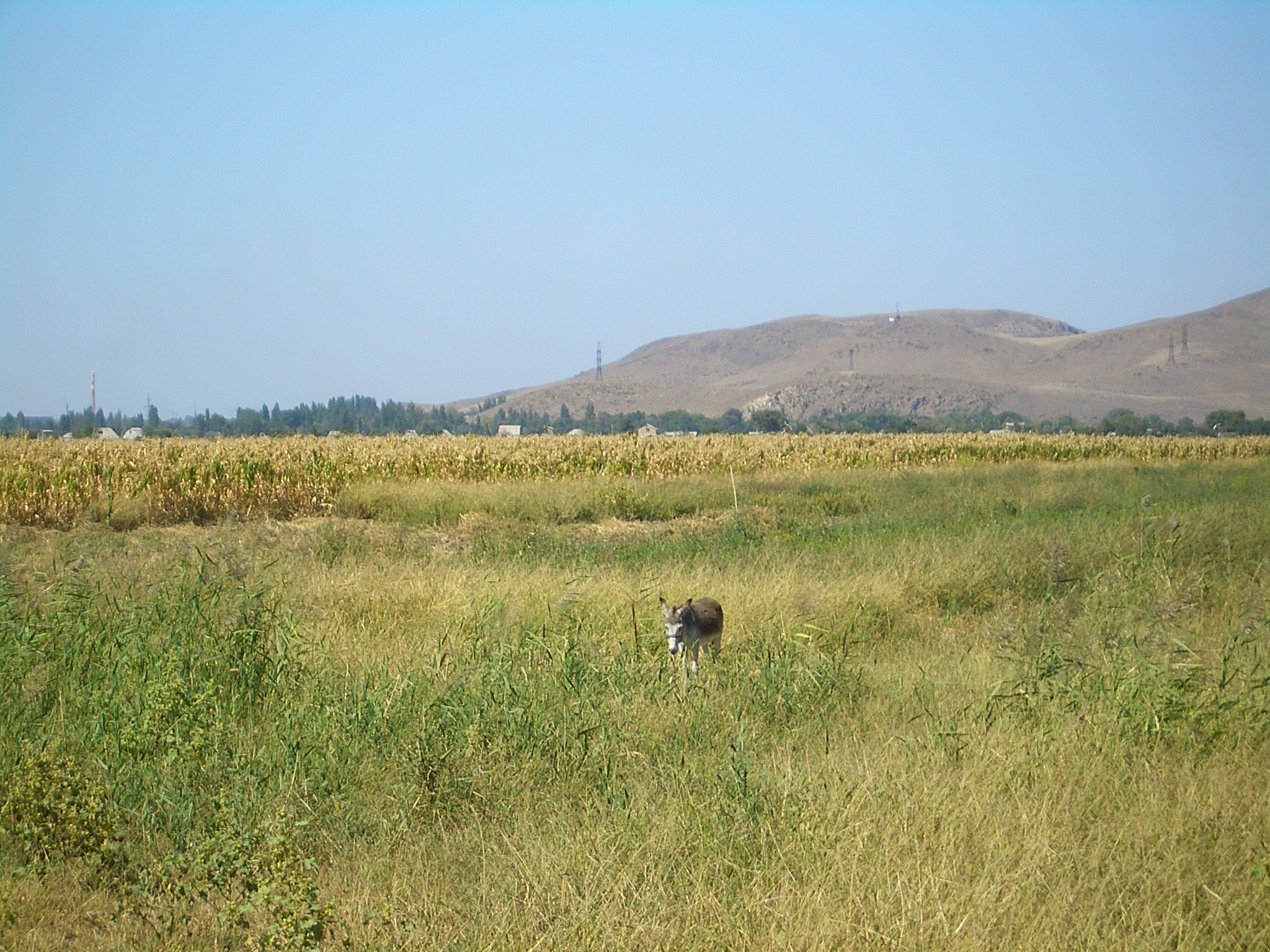
На околице села Милянфан в Иссык-Атинском районе Чуйской области. Холмы на горизонте уже на северной стороне Чу, в Казахстане (Кордайский район)

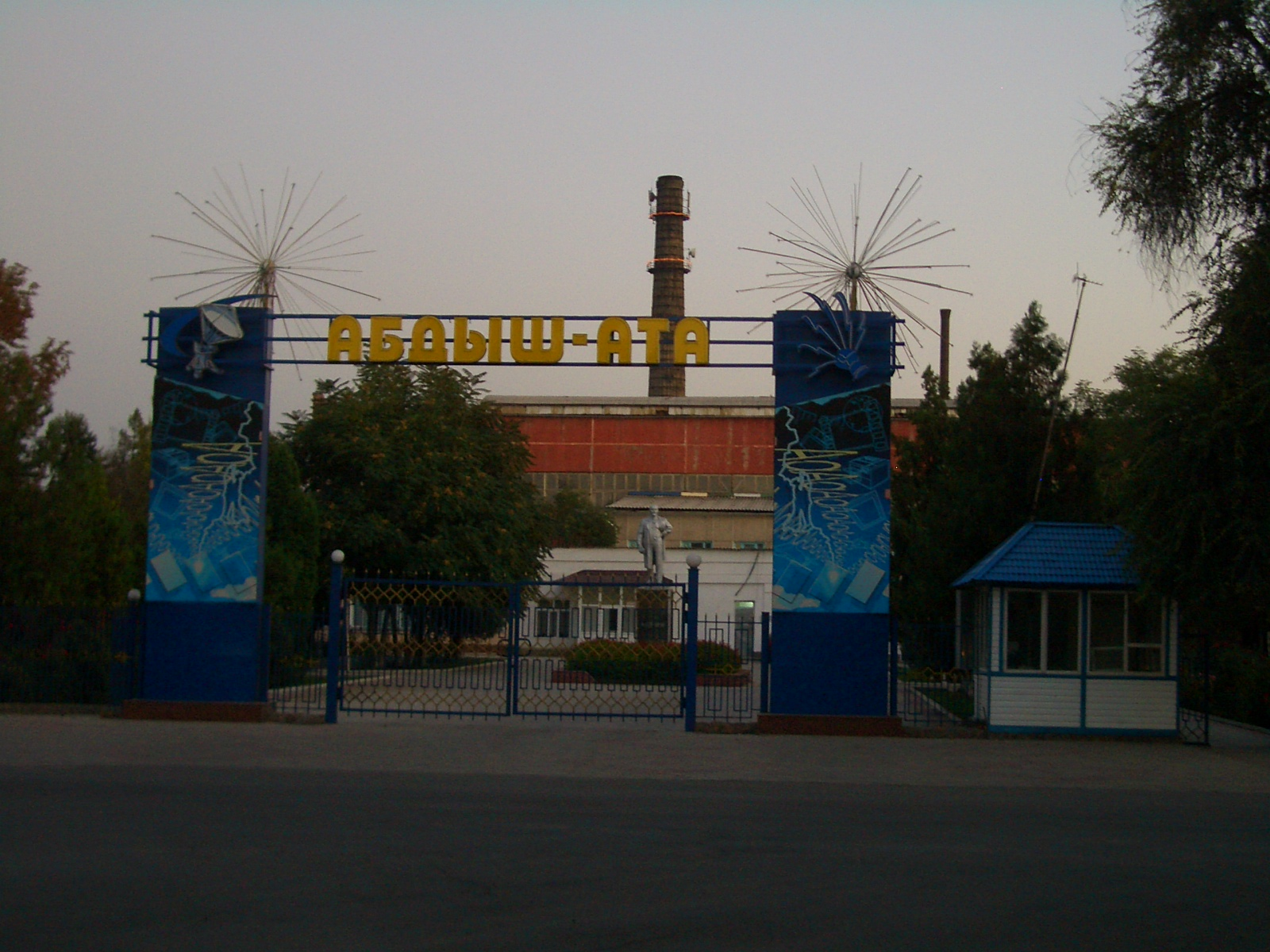
Пивзавод Абдыш-Ата в г. Кант

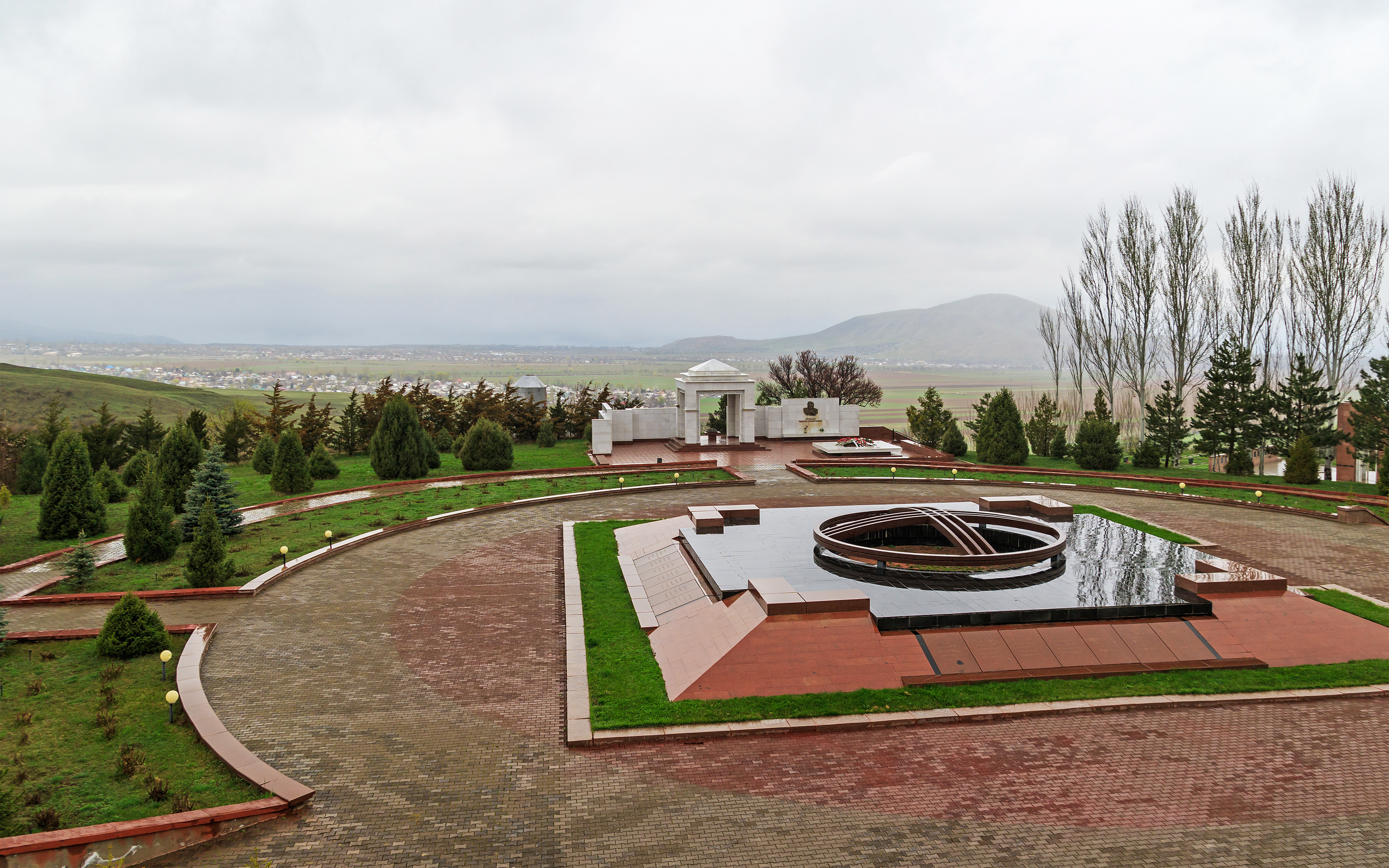
Мемориальный комплекс «Ата-Бейит»

Включает в себя территории Чуйской, Чон-Кеминской, Кичи-Кеминской и Суусамырской долин, склоны гор Киргизского Ала-Тоо, Заилийского Ала-Тоо, Кюнгей-Ала-Тоо.
Расположена на высоте 550-4895 метров над уровнем моря.

## Основные показатели
- Население: 941 100 чел. (2019)[2].
- Численность занятого населения: 328 000 чел. (2008)[3].
- Численность зарегистрированных безработных: 7089 чел. (2008)[4].
- Валовой внутренний продукт: 15,9 млн сом (2002).
- ВВП на душу населения: 21,1 тыс. сом.
- Экспорт: 248,1 млн долларов США (2008)[5].
- Импорт: 220,9 млн долларов США (2008)[5].
- Прямые иностранные инвестиции: 66,2 млн долларов США (2008)[6].

## Города области
Административным центром Чуйской области считается город Бишкек, также являющийся и столицей Кыргызстана. Поскольку Бишкек является городом республиканского подчинения, он не входит в состав Чуйской области. Поэтому статистические данные для области (население и т. д.) не включают показатели по Бишкеку.
Крупные города — Токмак (бывший столицей области с 2003 по 2007 годы), Кант и Кара-Балта.

## Административно-территориальное деление
Административным центром является город Бишкек.
В состав Чуйской области входят:
- 8 районов:
  - Аламудунский район (административный центр — с. Лебединовка);
  - Жайылский район (бывший Калининский, административный центр — г. Кара-Балта);
  - Кеминский район (административный центр — г. Кемин);
  - Московский район (административный центр — с. Беловодское);
  - Панфиловский район (административный центр — г. Каинды);
  - Сокулукский район (административный центр — с. Сокулук);
  - Чуйский район (административный центр — г. Токмак);
  - Ысык-Атинский район (административный центр — г. Кант).
- 3 города областного подчинения:
  - Кант
  - Кара-Балта
  - Токмак.

### История административно-территориального деления
При образовании Фрунзенской области в 1939 году она делилась на 11 районов: Будённовский, Ворошиловский, Кагановичский, Калининский, Кантский, Кеминский, Кировский, Ленинпольский, Сталинский, Таласский и Чуйский.
В 1942 году были образованы Ивановский и Панфиловский районы, в 1944 — Быстровский, Кызыл-Аскерский, Петровский и Покровский. В том же году Будённовский, Кировский, Ленинпольский, Покровский и Таласский районы были переданы в новую Таласскую область.
В 1956 году Таласская область была упразднена, и 5 вышеназванных районов вернулись в состав Фрунзенской области. В 1957 году Кагановичский район был переименован в Сокулукский, а годом позже Ворошиловский район переименовали в Аламединский.
В том же 1958 году были упразднены Будённовский, Быстровский, Петровский и Покровский районы, а 27 января 1959 года упразднена и сама Фрунзенская область. Все её районы перешли в прямое республиканское подчинение.
При создании Чуйской области в 1990 году она делилась на 9 районов: Аламединский, Иссык-Атинский, Калининский, Кантский, Кеминский, Московский, Панфиловский, Сокулукский и Чуйский. В 1993 году Калининский район был переименован в Жайылский.
В 1994 году в состав Чуйской области из Нарынской был передан Суусамырский район, но уже через год он был объединён с Жайылским. В 1998 году Кантский район был присоединён к Ысык-Атинскому.

## Население
Чуйская область является наиболее промышленно- и сельскохозяйственно-развитым регионом Кыргызстана и имеет довольно своеобразную демолингвистическую ситуацию.
Исторически основной степной массив области был слабо заселён до появления здесь первых русских и украинских поселенцев в последней четверти XIX века. Вследствие массовой миграции извне, киргизы перестали составлять абсолютное большинство населения области.
Массовое перемещение самих киргизов из других регионов страны в Чуйскую долину началось во второй половине XX века. Несмотря на массовый отток русских, украинцев, немцев и других некоренных национальностей после 1990 года, киргизы по-прежнему составляют менее половины населения в 6 из 8 районов области.
Типично киргизские сёла расположены в предгорьях Чуйской долины и в Суусамырской долине. Вследствие массовой внутренней миграции (особенно из южных районов страны) и естественного прироста, киргизы впервые составили свыше половины населения области и Бишкека.
В силу своего "столичного" положения, в области высока доля различных этноязыковых меньшинств. Хотя основная масса русских и украинских переселенцев и депортированных в Киргизию до и после войны народов уже вернулась на историческую родину, некоторые из них (корейцы, а также менее многочисленные даргинцы, лезгины, карачаевцы и др.) остались на территории республики и их численность возрастает.
Кроме этого, в области довольно значительное присутствие народов, прибывших несколькими волнами из Китая — дунган и уйгуров, а в последнее время и непосредственно китайцев. Их численность также растет в абсолютных и относительных цифрах.
По данным переписи 1999 года, в области проживали 772 000 жителей, что на 3 % меньше, чем в 1989 году — 16 % населения страны (818 000 в 2005 году).
В горных районах области плотность населения невысока. Гораздо выше она в долинах и у государственной границы вдоль реки Чу и её притоков.
Для Чуйской области, по сравнению с другими областями, характерна средняя рождаемость, средний уровень смертности, невысокое значение естественного прироста, значительный уровень эмиграции за пределы Кыргызстана в последнее десятилетие (включая также и киргизов) и высокий уровень внутренней миграции киргизов из других областей.

## Национальный состав
Национальный состав области по-прежнему имеет очень пёстрый характер, хотя и произошло сокращение русских, украинцев и других некоренных национальностей вследствие экономических миграций.

### 1926 год
Фрунзенский и Чуйский кантоны
- Киргизы 42 % — 89 тыс.
- Русские 32 % — 69 тыс.
- Украинцы 17 % — 37 тыс.
- Прочие 9 % — 20 тыс.

Всего 214 тысяч

### 1939 год
Фрунзенская область с городом Фрунзе
- Киргизы 29 % — 142 тыс.
- Русские 38 % — 185 тыс.
- Украинцы 20 % — 98 тыс.
- Прочие 12 % — 57 тыс.

Всего 482 тысячи

### Последние годы
|               | Численность в 1989 году | %        | Численность в 1999 году | %        | Численность в 2010 году | %        |
| ------------- | ----------------------- | -------- | ----------------------- | -------- | ----------------------- | -------- |
| всего         | 796 692                 | 100,00 % | 770 811                 | 100,00 % | 803 230                 | 100,00 % |
| Киргизы       | 233 699                 | 29,33 %  | 337 236                 | 43,75 %  | 474 805                 | 59,11 %  |
| Русские       | 331 049                 | 41,55 %  | 245 863                 | 31,90 %  | 167 135                 | 20,81 %  |
| Дунгане       | 30 099                  | 3,78 %   | 43 958                  | 5,70 %   | 49 802                  | 6,20 %   |
| Уйгуры        | 10 402                  | 1,31 %   | 14 706                  | 1,91 %   | 15 276                  | 1,90 %   |
| Узбеки        | 12 096                  | 1,52 %   | 13 662                  | 1,77 %   | 14 755                  | 1,84 %   |
| Казахи        | 15 384                  | 1,93 %   | 17 510                  | 2,27 %   | 12 800                  | 1,59 %   |
| Турки         | 6 471                   | 0,81 %   | 13 286                  | 1,72 %   | 11 124                  | 1,38 %   |
| Украинцы      | 43 598                  | 5,47 %   | 25 713                  | 3,34 %   | 10 850                  | 1,35 %   |
| Азербайджанцы | 5 882                   | 0,74 %   | 7 399                   | 0,96 %   | 10 196                  | 1,27 %   |
| Татары        | 8 803                   | 1,10 %   | 8 494                   | 1,10 %   | 6 482                   | 0,81 %   |
| Немцы         | 71 880                  | 9,02 %   | 14 095                  | 1,83 %   | 5 919                   | 0,74 %   |
| Курды         | 638                     | 0,08 %   | 3 741                   | 0,49 %   | 4 544                   | 0,57 %   |
| Корейцы       | 5 792                   | 0,73 %   | 5 684                   | 0,74 %   | 4 388                   | 0,55 %   |
| Таджики       | 412                     | 0,05 %   | 2 569                   | 0,33 %   | 2 600                   | 0,32 %   |
| Лезгины       | 2 090                   | 0,26 %   | 2 283                   | 0,30 %   | 2 246                   | 0,28 %   |
| Даргинцы      | 1 719                   | 0,22 %   | 1 993                   | 0,26 %   | 1 812                   | 0,23 %   |
| Карачаевцы    | 1 991                   | 0,25 %   | 1 760                   | 0,23 %   | 1 379                   | 0,17 %   |
| Чеченцы       | 1 820                   | 0,23 %   | 1 784                   | 0,23 %   | 1 316                   | 0,16 %   |
| Балкарцы      | 856                     | 0,11 %   | 806                     | 0,10 %   | 692                     | 0,09 %   |
| Белорусы      | 2 468                   | 0,31 %   | 1 360                   | 0,18 %   | 574                     | 0,07 %   |
| Цыгане        | 599                     | 0,08 %   | 663                     | 0,09 %   | 409                     | 0,05 %   |
| Аварцы        | 624                     | 0,08 %   | 451                     | 0,06 %   | 353                     | 0,04 %   |
| Башкиры       | 484                     | 0,06 %   | 421                     | 0,05 %   | 270                     | 0,03 %   |
| Молдаване     | 753                     | 0,09 %   | 481                     | 0,06 %   | 267                     | 0,03 %   |
| Армяне        | 315                     | 0,04 %   | 314                     | 0,04 %   | 240                     | 0,03 %   |
| Китайцы       | 258                     | 0,03 %   | 282                     | 0,04 %   | 238                     | 0,03 %   |
| Мордва        | 1 274                   | 0,16 %   | 652                     | 0,08 %   | 217                     | 0,03 %   |
| Болгары       | 246                     | 0,03 %   | 210                     | 0,03 %   | 209                     | 0,03 %   |
| Поляки        | 618                     | 0,08 %   | 435                     | 0,06 %   | 189                     | 0,02 %   |
| Агулы         | 122                     | 0,02 %   | 243                     | 0,03 %   | 159                     | 0,02 %   |
| Чуваши        | 776                     | 0,10 %   | 397                     | 0,05 %   | 141                     | 0,02 %   |
| Туркмены      | 88                      | 0,01 %   | 91                      | 0,01 %   | 123                     | 0,02 %   |
| Греки         | 177                     | 0,02 %   | 135                     | 0,02 %   | 121                     | 0,02 %   |
| Калмыки       | 124                     | 0,02 %   | 139                     | 0,02 %   | 109                     | 0,01 %   |
| другие        | 3 085                   | 0,39 %   | 1 995                   | 0,25 %   | 1 490                   | 0,19 %   |

- Киргизский язык является государственным языком. Русский язык выступает в качестве основного средства межнационального общения; в качестве родного распространены также и многие другие языки.

## В области родились
См.: Категория:Родившиеся в Чуйской области